# Iratoșu
Iratoșu (maďarsky Nagyiratos) je rumunská obec v župě Arad. Žije zde přibližně 2 300 obyvatel. V roce 2011 se 45% obyvatel hlásilo k maďarské národnosti. Obec leží na západě Rumunska a její území sousedí s Maďarskem. Skládá se ze tří částí.

## Části obce
- Iratoșu – 1 791 obyvatel
- Variașu Mare – 412 obyvatel
- Variașu Mic – 121 obyvatel